# The King of Fighters
The King of Fighters (ザ•キング•オブ•ファイターズ Za Kingu obu Faitāzu?), ibland förkortat KOF, är en serie man mot man-fightingspel från SNK, som började med The King of Fighters '94 1994.

## Spel

### Huvudserien
| Titel                     | Släppår |
| ------------------------- | ------- |
| The King of Fighters '94  | 1994    |
| The King of Fighters '95  | 1995    |
| The King of Fighters '96  | 1996    |
| The King of Fighters '97  | 1997    |
| The King of Fighters '98  | 1998    |
| The King of Fighters '99  | 1999    |
| The King of Fighters 2000 | 2000    |
| The King of Fighters 2001 | 2001    |
| The King of Fighters 2002 | 2002    |
| The King of Fighters 2003 | 2003    |
| The King of Fighters XI   | 2005    |
| The King of Fighters XII  | 2009    |
| The King of Fighters XIII | 2010    |
| The King of Fighters XIV  | 2016    |
| The King of Fighters XV   | 2022    |

### Maximum Impact
| Titel                 | Släppår |
| --------------------- | ------- |
| KOF: Maximum Impact   | 2004    |
| KOF: Maximum Impact 2 | 2006    |